# Kalkboterbloem
De kalkboterbloem (Ranunculus polyanthemos subsp. polyanthemoides, synoniem: Ranunculus polyanthemoides, Ranunculus serpens subsp. polyanthemoides) is een vaste plant uit de ranonkelfamilie (Ranunculaceae). De soort komt van nature voor op het Europese vasteland. De kalkboterbloem staat op de Nederlandse Rode lijst van planten als zeer zeldzaam en zeer sterk afgenomen. Het aantal chromosomen is 2n = 16.
De kalkboterbloem onderscheidt zich van de bosboterbloem, doordat bij
- de kalkboterbloem de snavel van het vruchtje sterk gekromd is, maar niet naar binnen gekruld en bij de bosboterbloem de snavel van het vruchtje wel naar binnen omgekruld is;
- de kalkboterbloem de bladslippen tamelijk smal en bij de bosboterbloem deze tamelijk breed zijn.

De plant wordt 30 - 90 cm hoog, heeft rechtopstaande stengels en geen uitlopers. Het onderste deel van de stengel is behaard. De bladeren zijn 3 - 6 cm lang, 4 - 9 cm breed en aan de onderzijde behaard. De onderste, meestal vijfdelige bladeren zijn diep ingesneden en hebben tamelijk smalle bladslippen. Het middelste blaadje van het diep ingesneden blad is zittend of zeer kort gesteeld.
De kalkboterbloem bloeit van mei tot in juli met tot 20 mm grote, gele bloemen, die een gegroefde bloemsteel en talrijke meeldraden hebben. De vijf, tot 7 mm lange kelkbladen zijn behaard. De bloembodem is ook behaard.
De vrucht is een 3 mm lange en 2 mm brede, eenzadige dopvrucht. De snavel van de vrucht is sterk gekromd, maar is niet naar binnen gekruld.

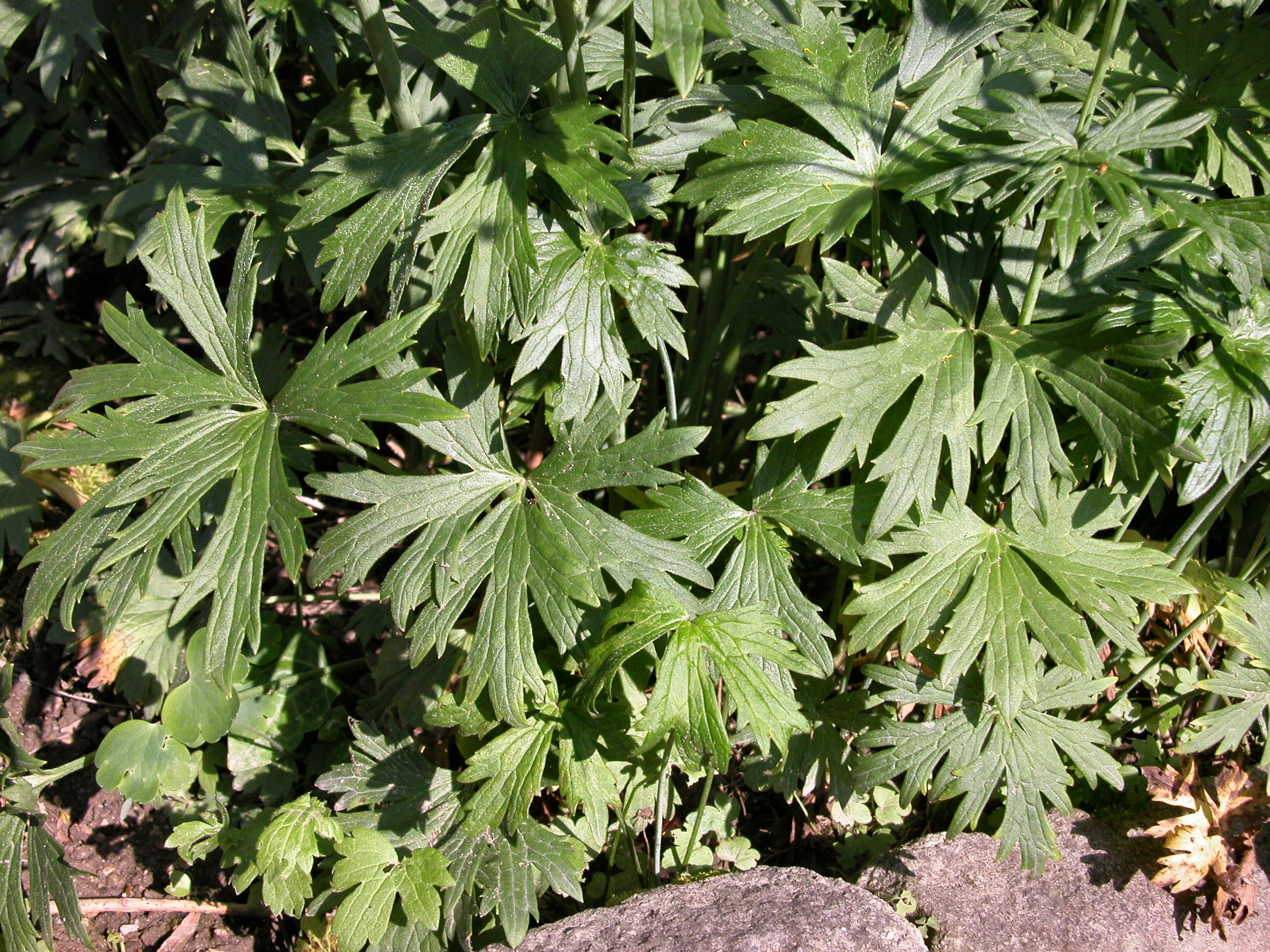
Bladeren
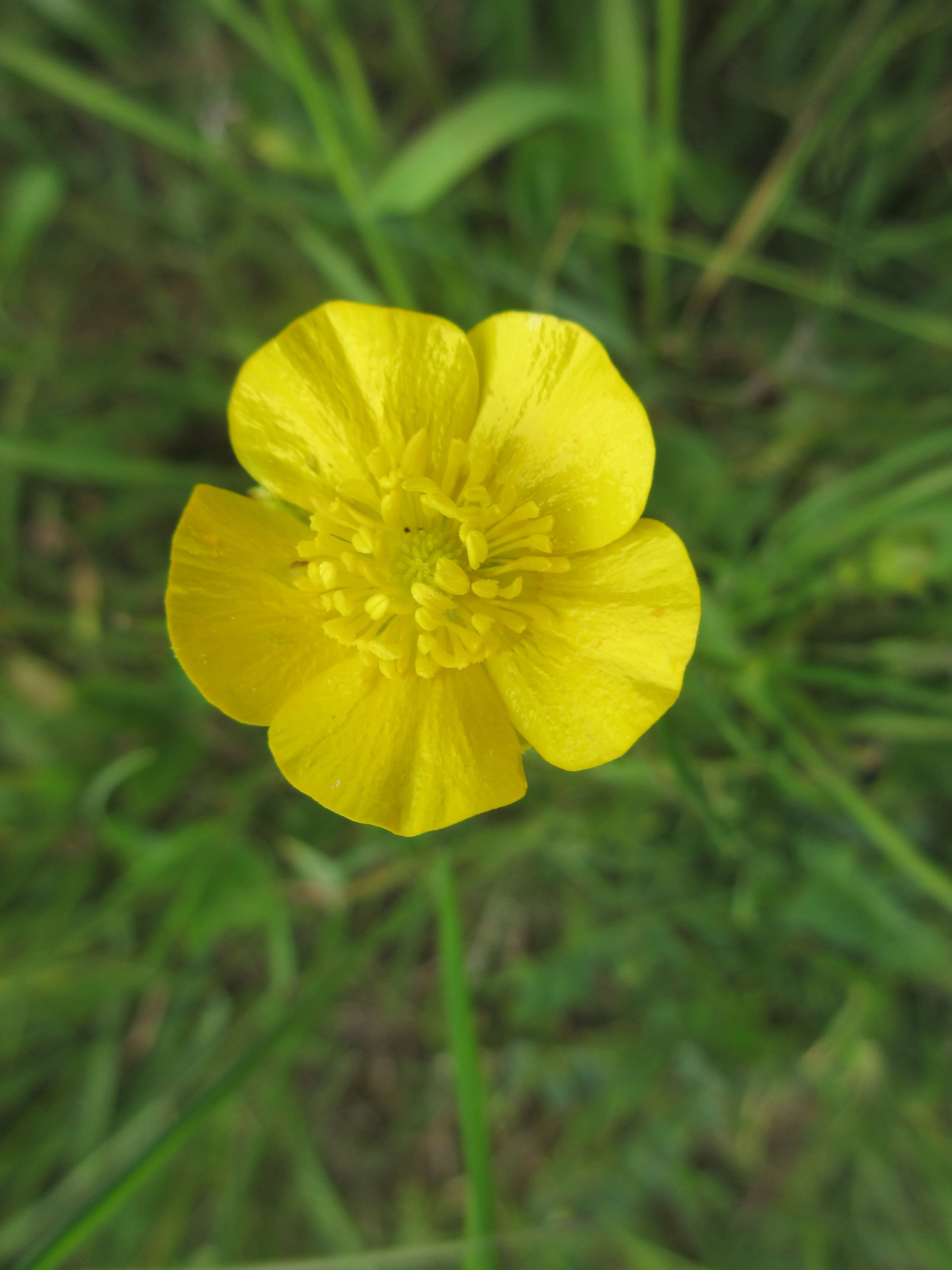
Bloem
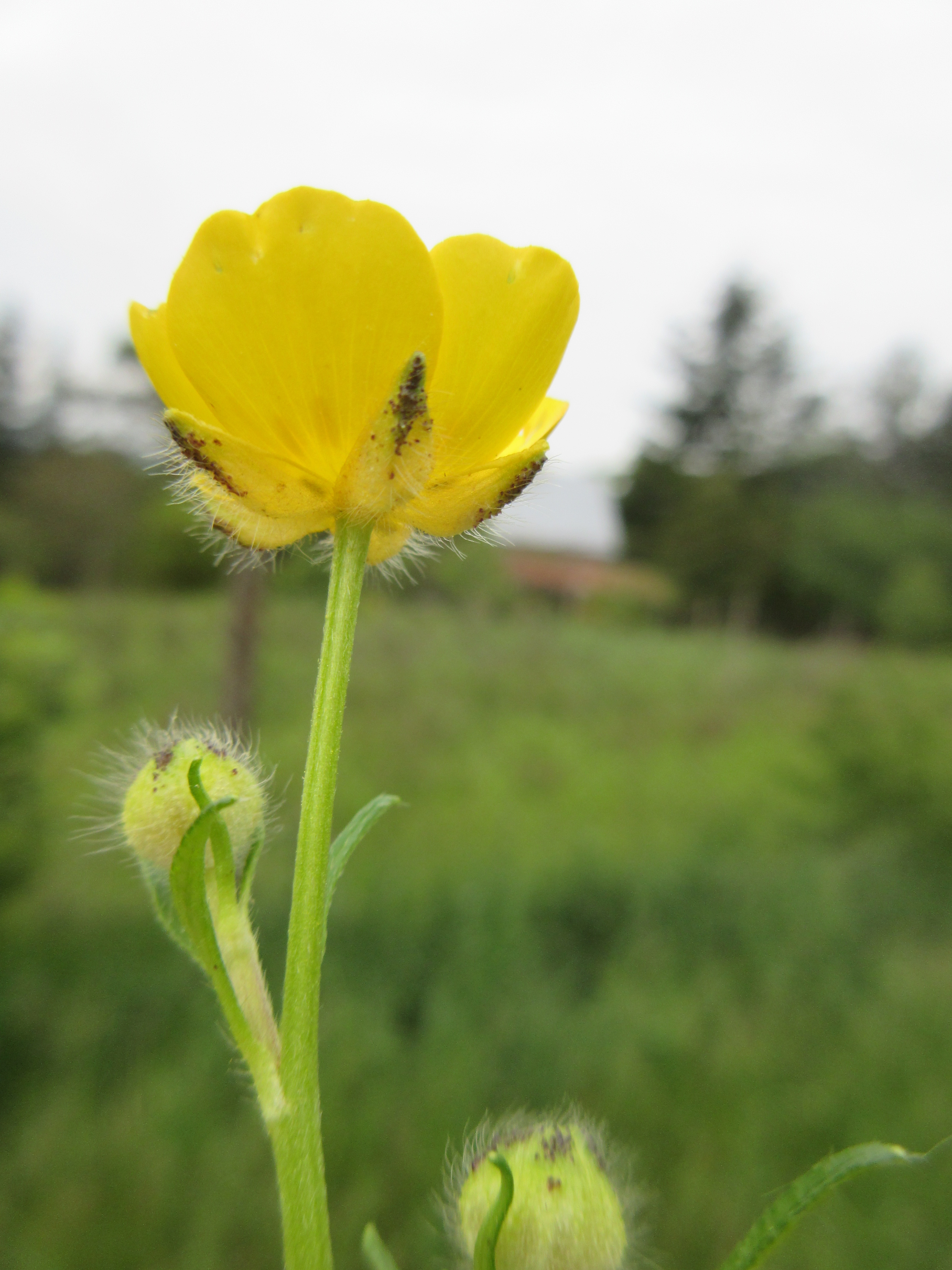
Kelk
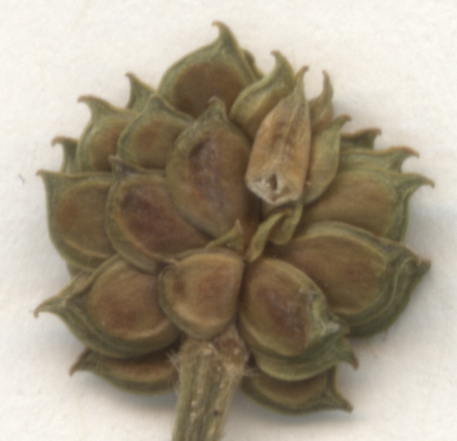
Vruchten